# Глинино (Рыбинский район)
Глинино — деревня в Шашковской сельской администрации Назаровского сельского поселения Рыбинского района Ярославской области .
Деревня расположена на небольшом расстоянии к северу от автомобильной дороги Шашково-Тутаев между Шашково и деревней Алексеевское, на южном краю большого поля, заключенного между реками Жидогость и Карановская. Просёлочная дорога длиной около 2 км в западном направлении пересекает дорогу и ведёт к деревне Паздеринское, а в южном направлении к посёлку Кирова .
Деревня Глинина указано на плане Генерального межевания Романовского уезда 1790 года. После объединения уездов в 1822 году Глинино относилось к Романово-Борисоглебскому уезду .
На 1 января 2007 года в деревне Глинино числилось 3 постоянных жителя . Почтовое отделение, расположенное в посёлке Шашково, обслуживает в деревне Глинино 4 дома .